# سیارک ۲۰۷۸۷
سیارک ۲۰۷۸۷ (به انگلیسی: 20787 Mitchfourman، نامگذاری:2000RZ71) بیست هزار و هفتصد و هشتاد و هفتمین سیارک کشف شده‌است که در ۲ سپتامبر ۲۰۰۰ کشف شد.
قدر مطلق سیارک برابر ۱۴.۱ است.